# Winners and sinners 3
Från 1985. Regisserad av Sammo Hung. Med Hung, Jackie Chan, Yuen Biao, Lam Ching Ying, Richard Ng, Eric Tsang, Fung Shui Fan, Miu Kiu Wai, John Shum, Sibelle Hu och Rosamund Kwan. 1 tim 30 min.
Det är återigen gänget från förra filmen som i början är på semester men blir snart inblandade i maffians affärer när en informant blir mördad. Jackie Chans och Yuen Biaos karaktärer som poliserna Muscles och Ricky är efter samma gangstergäng. Återigen ständiga försök av gänget att förföra Barbara och Chichi utan framgång blandat med action och stunts.